# Valeri Kirienko
Valeri Kirienko (n. 13 februarie 1965, Murmansk, RSFS Rusă, URSS) este un biatlonist ce a reprezentat Uniunea Republicilor Sovietice Socialiste, medaliat olimpic. A participat la 2 ediții ale Jocurilor Olimpice (1992, 1994) în care a câștigat două medalii de argint.